# Чердынский кремль
Че́рдынский кремль — деревянное оборонительное сооружение города и Верхнего ремесленного посада Чердыни, Пермский край, Россия.

## Описание
В 1535 году на Троицкой горе Чердыни началось строительство первого на Урале кремля. Работы вели опытные «в острожном деле» местные люди под наблюдением присланного из Москвы дьяка Семена Давыдова Курчева.
Кремль занял всю верхнюю площадку горы. С севера, юга и востока от реки его окружали крутые склоны высотою от 40 до 80 метров. С западной напольной стороны от сооружения была оборонительная линия в виде земляного вала и рва длиной 130 метров, шириной 20 метров и глубиной до 15 метров. Вал и ров выходили к оврагам, тем самым ограждая кремль от непрошеных гостей. По периметру укрепления стояли деревянные стены, а также шесть башен — по углам и в середине северной и южной стен. До наших дней они не сохранились, но следы оборонительных сооружений просматриваются на поверхности площадки (вал и ров).
Кремль был спланирован по рельефу местности и имел архаические черты со скругленными углами.
В XVII веке кремль неоднократно подновлялся. Вместо шести башен XVI века позднее осталось только четыре: Наугольная на стыке западной и южной стены, Круглая (Средняя) возле северного конца вала, Глухая в северо-восточном углу и Спасская в середине северной стены. Башни имели смотровые площадки и бойницы. Три башни возвышались над стенами до 3—4,5 метров, а Спасская, самая главная, — до 15 метров. К ней из посада и от реки Колвы по глубокому оврагу подходила основная дорога города.
Проезжая часть Спасской башни закрывалась снаружи и внутри двумя воротами. В ней же содержался «особый наряд» — пушки с большим запасом ядер. Поэтому главный въезд в кремль был всегда защищён.

## Осады
Чердынский кремль являлся важным оборонительным сооружением на пути из Москвы в Сибирь. Он принимал на себя удары неприятельских набегов сибирских татар, северных вогул (манси).
Сохранились сведения об одиннадцати крупных осадах. Но кремль оказался недосягаемым. В нем хранилось вооружение, стоял гарнизон стрельцов. В нем были деревянная церковь и амбары посадских людей «для осадного времени». При археологических раскопках обнаружены остатки некоторых городней и хозяйственных построек.

## Башни и ворота

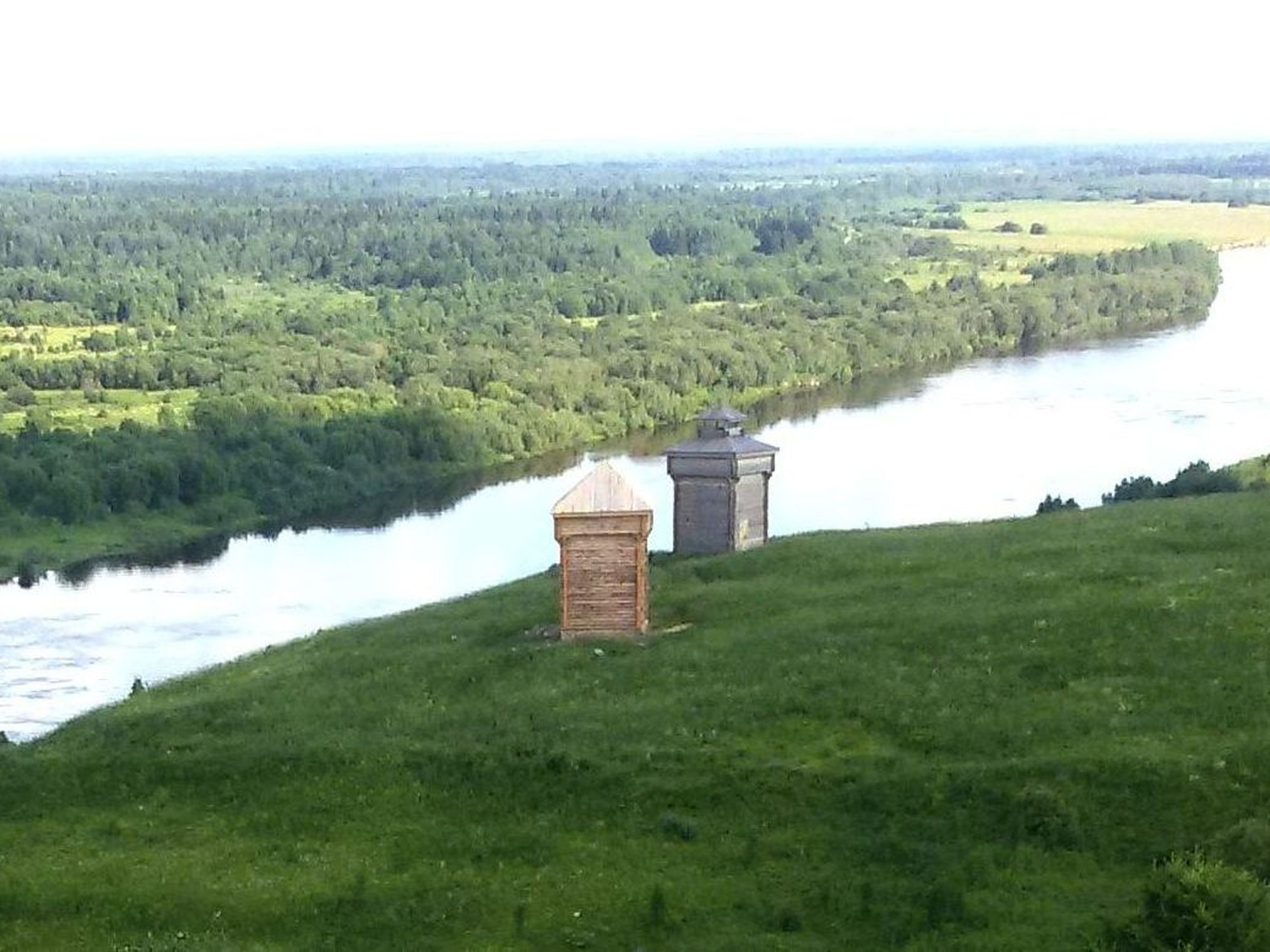
Воссозданные Наугольная и Спасская башни Чердынского кремля

### Городская стена
- Наугольная башня
- Круглая (Средняя) башня
- Спасская башня
- Глухая башня

### Посадская стена
- Романовская-проездная
- Покровская-проездная
- Покчинская-проездная
- Богоявленская-проездная
- Прокопьевская-проездная
- Анасимовская-проезжая

## Археологические раскопки
С 1970-х годов археологи обнаружили на месте кремля остатки некоторых городней, башен и хозяйственных построек в виде обугленных и сгнивших бревен. В числе находок исследователей: русская керамика местного и московского производства, кости животных и рыб, ножи, железные гвозди, запоры от дверей, рыболовные крючки, подковки обуви, пряжки, обломки кос-горбуш, наконечники стрел, серебряные монеты времен Василия II и Ивана III.

## Современное состояние и следы в топографии
Чердынский кремль является единственным кремлём в Пермском крае и единственным не воссозданным в России[уточнить].

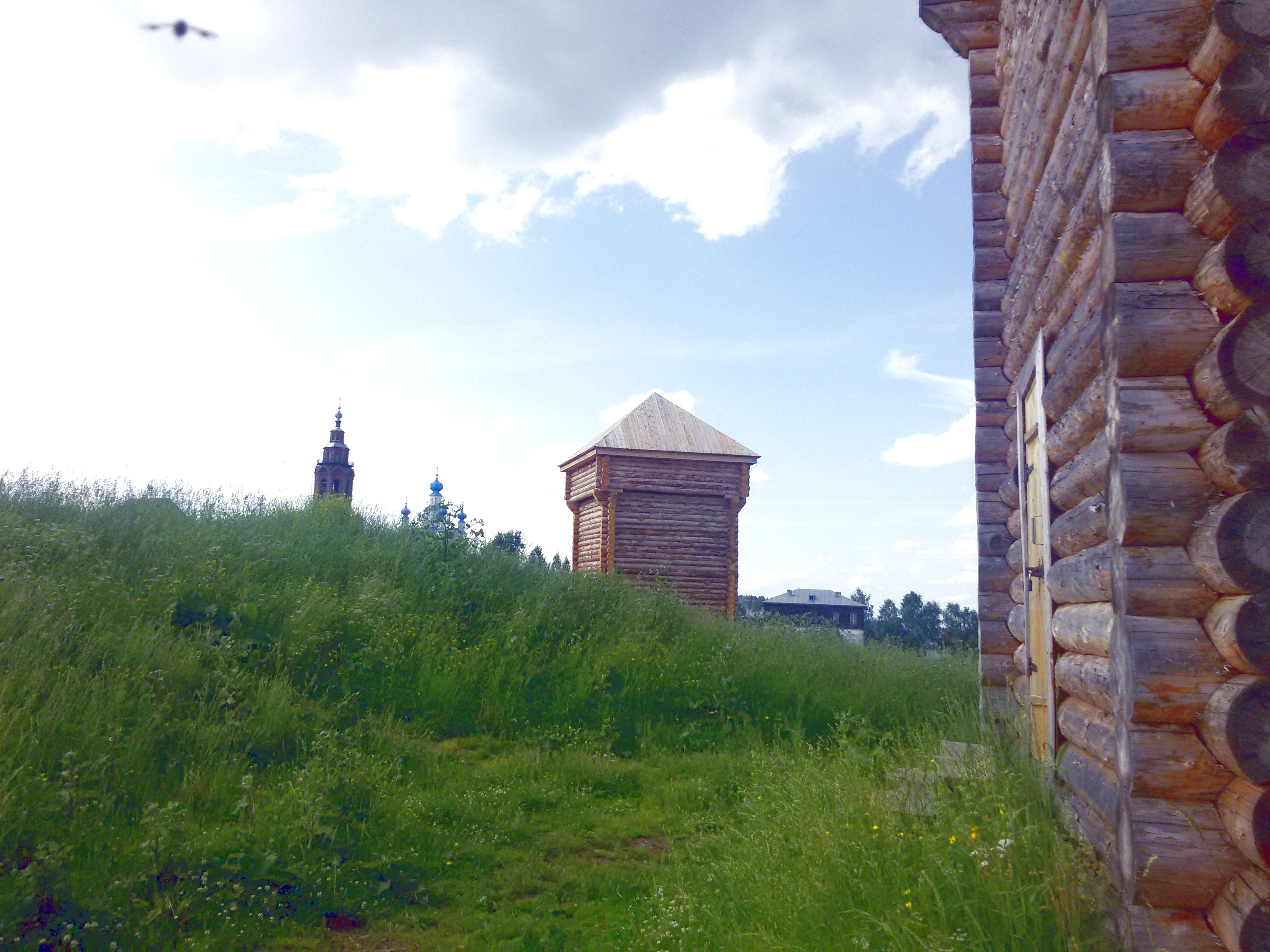
Воссозданная в 2018 году Наугольная башня

Планировочная структура Чердыни формировалась под сильным влиянием ландшафта и приобрела типичное для средневекового градостроительства трехчастное деление — кремль, посад (нижний и верхний), монастырь. Чердынский кремль сыграл при этом большую организующую роль.
В 2013 году в рамках реализации программы «Пермский край — территория культуры» возвели макет первой Спасской башни. В июне 2017 года Камская археологическая экспедиция на месте второй Наугольной башни провела археологические раскопки. В результате раскопок обнаружили несколько обуглившихся венцов башни. Летом 2018 года закончили строительство полноразмерного макета башни.
Работы по восстановлению Чердынского кремля продолжаются.